# Liste der Herrscher von Württemberg

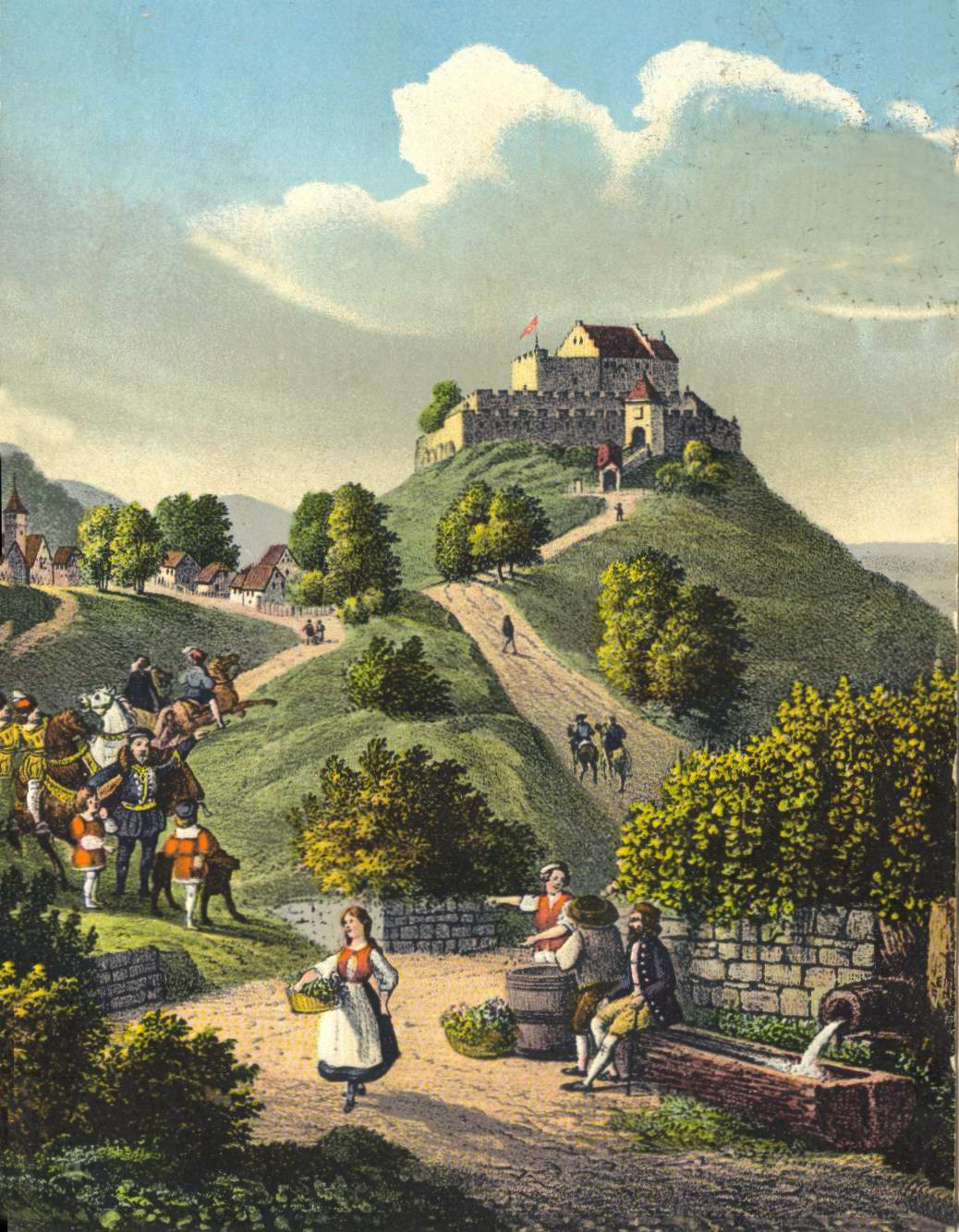
Burg Wirtemberg um 1600

Hier sind die Herrscher von Württemberg aufgelistet. Zu beachten ist, dass Württemberg bis 1806, als Herzog Friedrich II. zu König Friedrich ernannt wurde, Wirtemberg hieß. Bis 1495 war Wirtemberg eine Grafschaft. Von Napoleon wurde es 1806 zum Königreich erhoben.

## Herren
| Name       | Herrschaft   | Bemerkungen |
| ---------- | ------------ | ----------- |
| Konrad I.  | um 1081–1110 |             |
| Konrad II. | um 1110–1143 |             |

## Grafen
| Name                                       | Herrschaft | Bemerkungen                                                                                       |
| ------------------------------------------ | ---------- | ------------------------------------------------------------------------------------------------- |
| Ludwig I.                                  | 1143–1158  |                                                                                                   |
| Ludwig II.                                 | 1158–1181  |                                                                                                   |
| Hartmann I.                                | 1181–1240  | Die Brüder Hartmann I. und Ludwig III. führten beide gleichzeitig den Titel „Graf von Wirtenberg“ |
| Ludwig III.                                | 1194–1226  | Die Brüder Hartmann I. und Ludwig III. führten beide gleichzeitig den Titel „Graf von Wirtenberg“ |
| Ulrich I., der Stifter, mit dem Daumen     | 1241–1265  |                                                                                                   |
| Ulrich II.                                 | 1265–1279  |                                                                                                   |
| Eberhard I., der Erlauchte                 | 1279–1325  |                                                                                                   |
| Ulrich III.                                | 1325–1344  |                                                                                                   |
| Ulrich IV.                                 | 1344–1362  | gemeinsam mit Eberhard II. bis zu seinem Rücktritt 1362                                           |
| Eberhard II., der Greiner, der Rauschebart | 1344–1392  | bis 1362 gemeinsam mit Ulrich IV.                                                                 |
| Eberhard III., der Milde                   | 1392–1417  |                                                                                                   |
| Eberhard IV., der Jüngere                  | 1417–1419  |                                                                                                   |
| Ludwig I. und Ulrich V.                    | 1419–1426  | unter Vormundschaft ihrer Mutter, Henriette von Mömpelgard                                        |
| Ludwig I.                                  | 1426–1442  |                                                                                                   |
| Ulrich V., der Vielgeliebte                | 1433–1442  | gemeinsam mit Ludwig I.                                                                           |

| Teilung Württembergs durch den Nürtinger Vertrag |

### Stuttgarter Linie
| Name                        | Herrschaft | Bemerkungen                  |
| --------------------------- | ---------- | ---------------------------- |
| Ulrich V., der Vielgeliebte | 1442–1480  |                              |
| Eberhard VI.                | 1480–1482  | späterer Herzog Eberhard II. |

### Uracher Linie
| Name                 | Herrschaft | Bemerkungen                             |
| -------------------- | ---------- | --------------------------------------- |
| Ludwig I.            | 1442–1450  | verheiratet mit Mechthild von der Pfalz |
| Ludwig II.           | 1450–1457  |                                         |
| Eberhard V., im Bart | 1457–1482  |                                         |

| Wiedervereinigung Württembergs durch den Münsinger Vertrag |

### Vereintes Württemberg
| Name                 | Herrschaft | Bemerkungen                             |
| -------------------- | ---------- | --------------------------------------- |
| Eberhard V., im Bart | 1482–1495  | ab 1495 als Herzog Eberhard I., im Bart |

## Herzöge
| Name                 | Herrschaft | Bemerkungen |
| -------------------- | ---------- | --- |
| Eberhard I., im Bart | 1495–1496  | 1495 Erhebung der Grafschaft Württemberg zum Herzogtum Württemberg |
| Eberhard II.         | 1496–1498  | |
| Ulrich               | 1498–1550  | 1519–1534 war Herzog Ulrich außer Landes vertrieben. Württemberg fiel in dieser Zeit unter die Herrschaft des Hauses Habsburg. Folgende Statthalter wurden eingesetzt: Wilhelm von Waldburg (1519–1525), Georg von Waldburg (1525–1531) und Philipp von Pfalz-Neuburg (1531–1534). Mit dem Vertrag von Kaaden wurde Herzog Ulrich die Herrschaft über Württemberg wieder zugestanden, jedoch nur als österreichisches Afterlehen |
| Christoph            | 1550–1568  | |
| Ludwig               | 1568–1593  | |
| Friedrich I.         | 1593–1608  | 1599 gelang die Rückwandlung Württembergs in ein reichsunmittelbares Herzogtum |
| Johann Friedrich     | 1608–1628  | |
| Eberhard III.        | 1628–1674  | |
| Wilhelm Ludwig       | 1674–1677  | |
| Eberhard Ludwig      | 1677–1733  | 1677–1693 unter Vormundschaft seiner Mutter Magdalena Sibylla von Hessen-Darmstadt und seines Onkels Herzog-Administrator Friedrich Carl von Württemberg-Winnental |
| Karl Alexander       | 1733–1737  | |
| Carl Eugen           | 1737–1793  | 1737–1738 unter Herzog-Administrator Carl Rudolf von Württemberg-Neuenstadt 1738–1744 unter Herzog-Administrator Carl Friedrich (1690–1761) von Württemberg-Oels |
| Ludwig Eugen         | 1793–1795  | |
| Friedrich Eugen      | 1795–1797  | |
| Friedrich II.        | 1797–1806  | ab 1803 als Friedrich Kurfürst, ab 1. Januar 1806 König von Württemberg |

## Könige
| Name        | Herrschaft | Bemerkungen |
| ----------- | ---------- | --- |
| Friedrich   | 1806–1816  | König Friedrich herrschte als absoluter Monarch, nachdem er die altwürttembergischen Landstände aufgehoben hatte                            |
| Wilhelm I.  | 1816–1864  | 1819 erhielt das Königreich Württemberg eine Verfassung, die den Landständen, bestehend aus zwei Kammern, politische Mitbestimmung gewährte |
| Karl        | 1864–1891  | 1871 verlor das Königreich Württemberg seine Souveränität und wurde ein Gliedstaat des neuen Deutschen Reichs                               |
| Wilhelm II. | 1891–1918  | In Folge der Novemberrevolution 1918 wurde aus dem Königreich der Volksstaat Württemberg                                                    |

| Auflösung der Monarchie nach dem Ersten Weltkrieg 1918 |